# Święta Kleopatra
Kleopatra (zm. w 319) – palestyńska wdowa, święta katolicka i prawosławna.
Była palestyńską wdową, która pogrzebała ciało św. Warusa, męczennika, który zginął w jednym z wcześniejszych prześladowań. Święta Kleopatra czciła jego ciało jako święte relikwie w swoim domu, w miejscowości Dara w Syrii. Kiedy dzięki jej staraniom, została wybudowana świątynia pod wezwaniem św. Warusa. Kiedy zmarł Jan, najmłodszy syn Kleopatry, Kleopatra miała wizję, w której ukazał się jej święty Warus i jej syn. Od tamtej pory poświęcała swe życie na pomoc ubogim i samotnym oraz w pracach przy kościele. Kleopatra zmarła w 319, w siedem lat po śmierci syna.
Kościół katolicki pamiątkę św. Kleopatry obchodzi 19 października.